# 펑웨이중
펑웨이중(중국어: 馮偉衷, 병음: Féng Wěizhōng, 영어: Aloysius Pang, 1990년 8월 24일 ~ 2019년 1월 24일)은 싱가포르의 배우이다. 1999년에 아역 배우로 데뷔하였으며, 2012년부터 다시 배우로 활동하기 시작했다. 이후 2019년에 싱가포르 육군에 입대, 뉴질랜드에서 진행된 훈련 도중 사고사하였다.